# Cesar Balsa
César Balsa (1923–2007) fue un empresario hotelero y restaurador español radicado en México. Fue un gran impulsor de la industria hotelera y restaurantera en México en las décadas de 1950 y 1960.

## Primeros años
Fue hijo único de Elisa Carralero y Antonio Balsa, un barbero español. A los doce años comenzó su carrera como botones en un hotel en España. A lo largo de diez años, se abrió camino hasta la dirección de restaurantes y operaciones hoteleras, y a los 21 años fue nombrado director general de Servicios de Alimentos y Bebidas en el Hotel Palace de Madrid

## Carrera

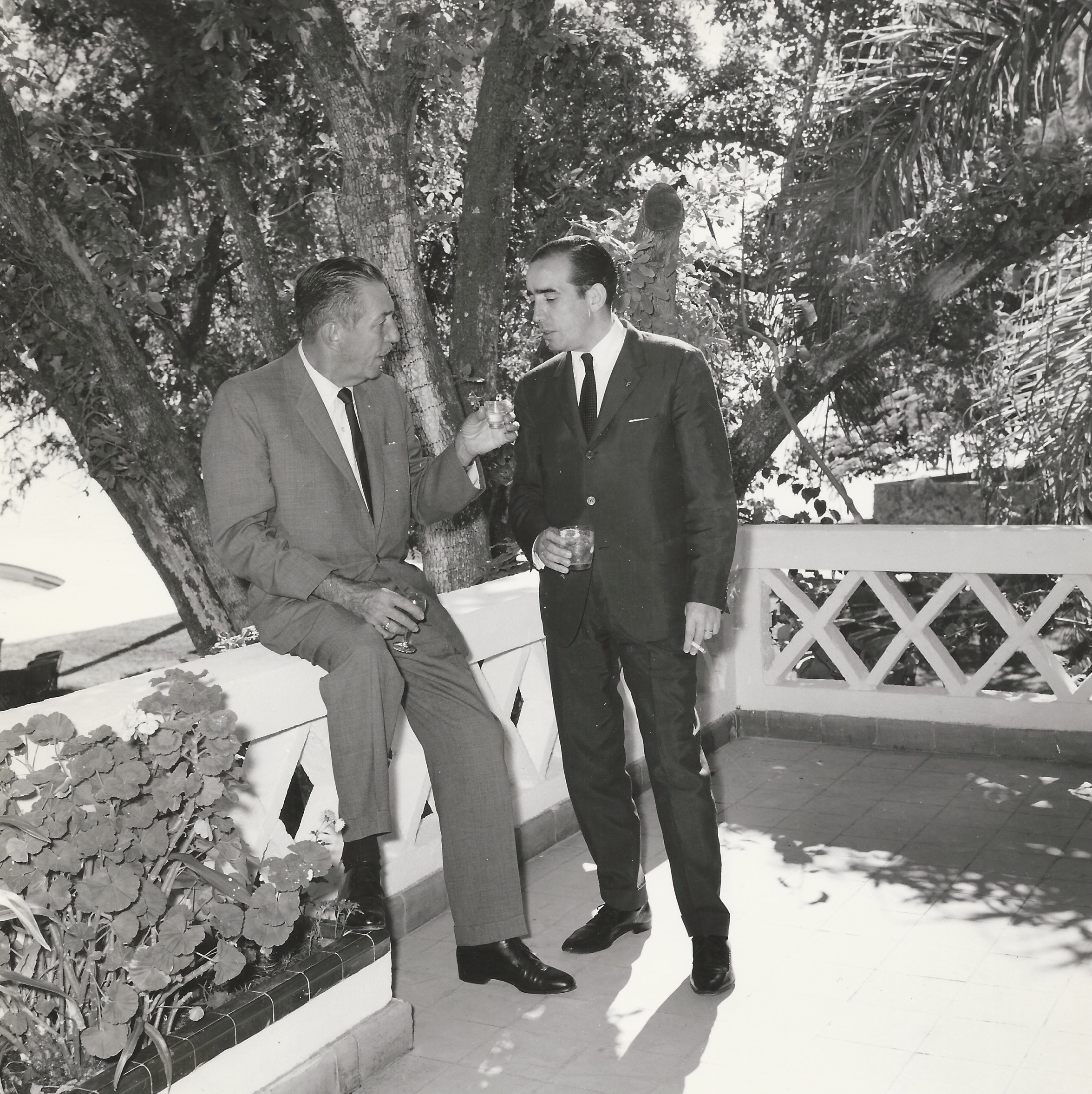
Balsa con Walt Disney en Chapala, Jalisco, México.

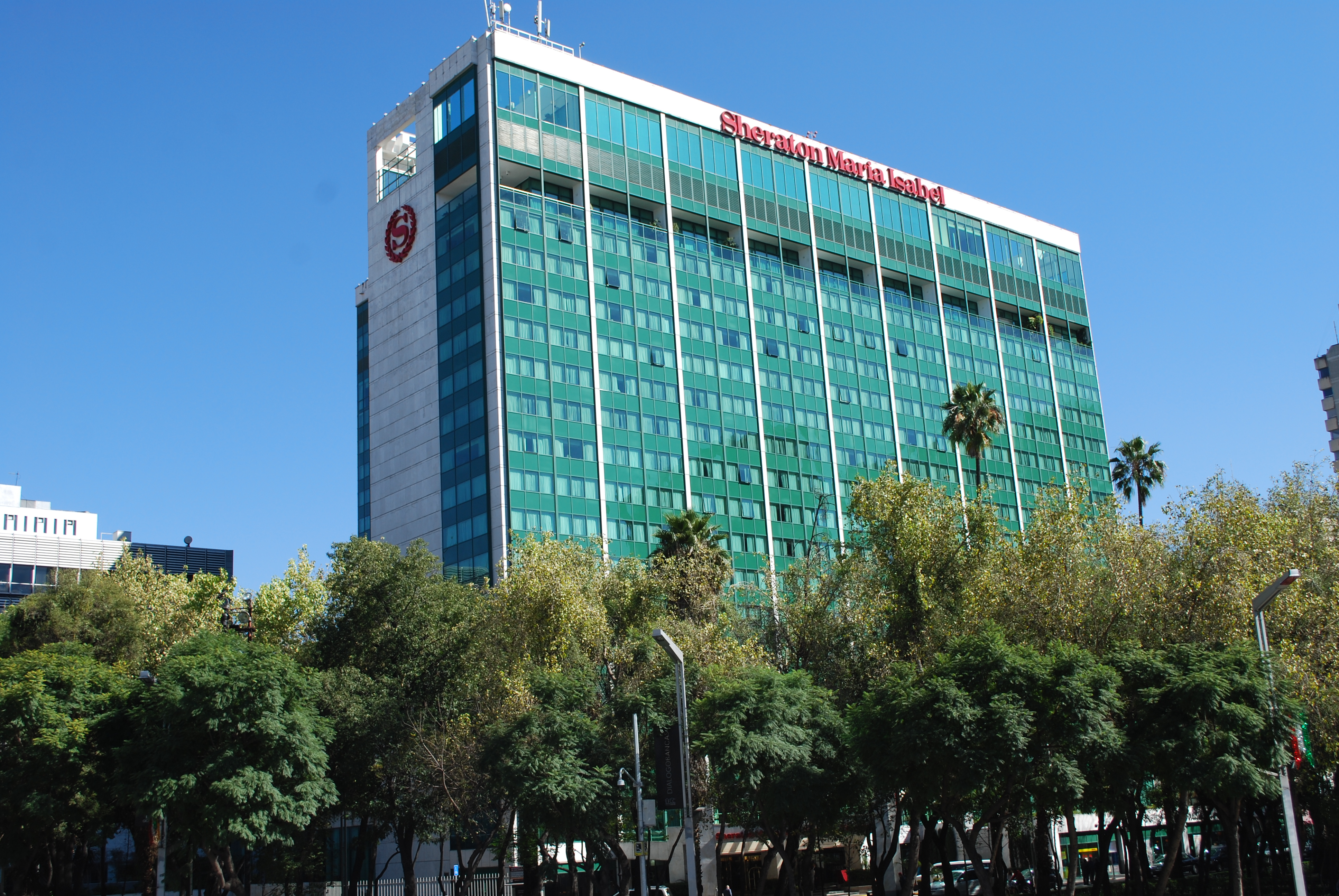
Sheraton María Isabel Hotel and Towers, Ciudad de México, México.

En 1948, emigró a la Ciudad de México, y se convirtió en la cabeza del conglomerado de hoteles y restaurantes Nacional Hotelera S. A., que incluía la cadena The Presidente Hotel en México. Entre ellos, el primer hotel de lujo con aire acondicionado en Acapulco y Cozumel, así como varios restaurantes populares y clubes nocturnos como Can-Can y Focolares, en la Zona Rosa.
En 1958, Balsa firmó un contrato para operar el Hotel Prado-Alfer en la Ciudad de México; en 1960 adquiere el Hotel Del Prado, entonces el hotel más grande de México. Cuando se hizo cargo del Hotel De Prado, el comedor tenía el mural Sueño de una tarde dominical en la Alameda Central', de Diego Rivera. El mural, de veinte metros de largo por siete de alto, estaba oculto por columnas, por lo que lo trasladó al medio del vestíbulo, donde se podía ver.
En 1960, Balsa compró el arrendamiento operativo del Hotel St. Regis en Nueva York. Compró el arrendamiento del hotel en 1963, y luego el edificio y el terreno en 1964. Balsa vendió el hotel a Sheraton en 1966.
En abril de 1963, Balsa firmó un contrato de sociedad y administración con Antenor Patiño para operar el recién construido Hotel María Isabel de 600 habitaciones (ahora conocido como Sheraton Mexico City María Isabel Hotel) en la Ciudad de México, en ese momento el hotel más grande de América Latina. En noviembre de ese año Sheraton y Balsa Hotels firmaron un acuerdo de colaboración en el que Sheraton representaría a Balsa Hotels en Estados Unidos y Balsa representaría a Sheraton en México.
Las empresas internacionales incluyeron el Hotel Villa Magna en Madrid.
Junto con ARA Inc., Balsa manejó el cáterin para los Juegos Olímpicos de Verano de 1968 en la Ciudad de México, sirviendo a 10,000 atletas y dando 30,000 comidas al día.
En 1963 asumió la presidencia de la Asociación Mexicana de Hoteles y Moteles.

## Legado
La Secretaría de Turismo y la Sociedad Mexicana de Geografía y Estadística otorgan cada año una medalla que lleva su nombre para reconocer a quienes se destacan en la industria turística.